# Шкеневас
Шке́невас (латыш. Škeņevas ezers, Šķeņovas ezers, Šķeņevo ezers; латг. Škeņevys azars; Те́виню; латыш. Tēviņu ezers) — проточное озеро на востоке Латвии, располагается на территории Веремской волости Резекненского края. Относится к бассейну реки Резекне. Третье по площади озеро в волости.
Находится на высоте 148,2 м над уровнем моря в южной части Бурзавского всхолмления Латгальской возвышенности. Площадь водной поверхности — 6,8 га. По берегам подвержено зарастанию. Наибольшая глубина — 6,2 м, средняя — 3,4 м. Мощность донных отложений достигает 3,6 м.
С севера на юго-восток озеро пересекает нижнее течение реки Свильпине, соединяющее его с соседним озером Адамовас.